# Urugvajski referendum u kolovozu 1994.
Urugvajski referendum u kolovozu 1994. održan je u Urugvaju 28. kolovoza 1994. Referendumsko pitanje je odbaćeno sa 69% glasova protiv.
Referendumsko pitanje odnosilo se na odvajanje glasova predsjednika, Parlamenta Urugvaja i guvernera, smanjenje plaća za kancelare i intedante i promjena načina isplaćivanja mirovina.

## Ishod
| izbor                        | Glasovi   | %     |
| ---------------------------- | --------- | ----- |
| ZA                           | 559.321   | 31,08 |
| PROTIV                       | 1.240.059 | 68,92 |
| Nepribrojani glasovi*        | 110.711   | –     |
| Nevažeći/prazni listići      | 54.680    | –     |
| Ukupno                       | 1.964.771 | 100   |
| Prijavljeni birači/izlaznost | 2.278.375 | 86,23 |
| Izvor: Direct Democracy      |           |       |

Napomena: *Nepribrojani glasovi odnose se na glasove birača koji nisu glasali na svom matičnom (orijavljenom) glasačkom mjestu. Nakon što je Urugvajski izborni sud rekao da se ti glasovi ne pribrojavaju kako ne bi utjecali na ishod referenduma nisu pribrojani, ali se niti ne smatraju nevažećima.

## Poveznice
- Urugvajski referendum u studenom 1994.
- Opći izbori u Urugvaju 1994.
- Urugvajski ustavni referendum 1996.